# 岩手県道6号二戸五日市線
岩手県道6号二戸五日市線（いわてけんどう6ごう にのへいつかいちせん）は、岩手県二戸市から二戸郡一戸町を経由し、八幡平市へ至る県道（主要地方道）である。

## 概要
二戸市石切所の国道4号交点から分岐し、二戸駅の西を南下して再び国道4号に合流して南下する。二戸郡一戸町鳥越で再び国道4号から分岐して、二戸市浄法寺地区を経由して八幡平市五日市の国道282号交点に至る。二戸市浄法寺では東北自動車道浄法寺インターチェンジに接続している。
路線は概ね八戸自動車道に平行している。

### 路線データ
- 実延長 : 29,136.2 m[1]
- 起点：二戸市石切所[1]（国道4号交点）
- 終点：八幡平市五日市[1]（国道282号交点）

## 歴史
- 1959年（昭和34年）3月31日 - 福岡安代線として県道に認定される[2]。
- 1964年（昭和39年）12月28日 - 福岡安代線として建設省から主要地方道の指定を受ける[3]。
- 1976年（昭和51年）4月1日 - 二戸安代線として建設省から改めて主要地方道の指定を受ける[4]。
- 1993年（平成5年）5月11日 - 建設省により改めて主要地方道に指定される[5]。
- 2002年（平成14年）7月5日 - 二戸市内の合川・似鳥工区の新道が開通する[6]。
- 2005年（平成17年）9月1日 - 市町村合併に伴い、県道の路線名が二戸安代線から二戸五日市線に変更される[7]。
- 2015年（平成27年）9月19日 - 浄法寺バイパスが開通する[8]。

## 路線状況

### 重複区間
- 国道4号：二戸市石切所字諏訪前・野中交差点 - 二戸郡一戸町鳥越字駒木平・浄法寺入口交差点

### バイパス
- 御返地バイパス
- 浄法寺バイパス

### 名称・愛称
- 鹿角街道

## 地理

### 通過する自治体
- 二戸市 - 二戸郡一戸町 - 二戸市 - 八幡平市

### 交差する道路
- 国道4号（二戸市石切所字大村、起点）
- 国道4号（二戸市石切所字諏訪前・野中交差点）北緯40度15分25.7秒 東経141度16分52.2秒
- 国道4号（二戸郡一戸町鳥越字駒木平・浄法寺入口交差点）北緯40度14分47.8秒 東経141度16分12.7秒
- 浄法寺IC - 八戸自動車道（二戸市浄法寺町岡本前田）北緯40度11分40.0秒 東経141度10分15.4秒
- 岩手県道210号一戸浄法寺線（二戸市浄法寺町下タ前田）北緯40度11分31.4秒 東経141度10分6.7秒
- 岩手県道181号道前浄法寺線（二戸市浄法寺町桜田）北緯40度10分4.0秒 東経141度7分42.7秒
- 岩手県道30号葛巻日影線（八幡平市日影）北緯40度6分57.1秒 東経141度4分29.3秒
- 国道282号（八幡平市五日市）

### 沿線の施設など
- 岩手県立福岡工業高等学校
- 東日本旅客鉄道（JR東日本）東北新幹線・IGRいわて銀河鉄道いわて銀河鉄道線「二戸駅」
- 二戸市立御返地中学校
- 二戸市立浄法寺中学校
- 二戸市役所浄法寺総合支所
- JRバス東北 浄法寺駅
- 岩手銀行浄法寺支店
- 浄法寺郵便局